# Letiště Žamberk
Letiště Žamberk leží 1,5 km jihovýchodně od středu města Žamberku silnice mezi městem a obcí Dlouhoňovice.
Provozovatelem letiště je Aeroklub Žamberk občanské sdružení. Na letišti působí také firma AgroAir, která se zabývá leteckými pracemi.
Letiště je pravidelně místem konání akcí jako je Aviatické odpoledne, Slet Oldtimer Clubu nebo Mistrovství ČR v RC Combatu.